# Jaborosa sativa
Jaborosa sativa là loài thực vật có hoa trong họ Cà. Loài này được (Miers) Hunz. & Barboza mô tả khoa học đầu tiên năm 1987.